# غرنيكا

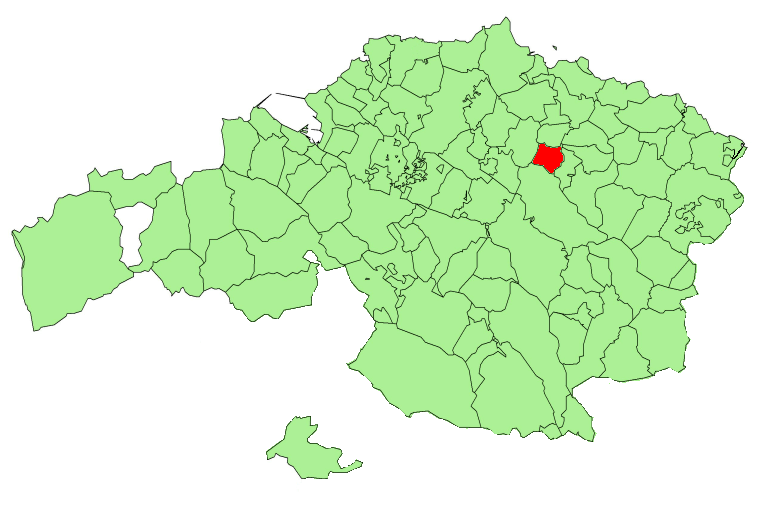
موقع البلدية

غرنيكا (بالإسبانية: Guernica)‏ Guernica (/ɡɜːrˈniːkə, ˈɡɜːrnɪkə/, تلفظ بالإسبانية: ‎/ɡeɾˈnika/‏), هي بلدية تقع في مقاطعة بيسكاي، في منطقة الباسك شمالي إسبانيا. 
في الباسك، هي مدينة في مقاطعة بسكاي، في منطقة الحكم الذاتي لإقليم الباسك، إسبانيا. وهي جزء واحد (إلى جانب لومو المجاورة) من بلدية غرنيكا لومو (بالإسبانية: Guernica y Luno)، التي يبلغ عدد سكانها 16,224 نسمة اعتبارًا من عام 2009.
تعتبر مدينة غيرنيكا الإسبانية أول مدينة تعرضت لقصف عشوائي ضد المدنيين، وذلك في 26 أبريل 1937، حين نفذ فيلق الكوندور التابع لسلاح الجو الألماني النازي وفيلق التدخل السريع من سلاح الجو أفياسيون الإيطالي، قصفاً ضد المدنيين، بناءاً على طلب من الجبهة القومية الإسبانية. فيما لا يزال عدد الضحايا موضع جدل، أحصت حكومة الباسك 1654 قتيلاً، بينما قدرت دراسة إسبانية العدد بحوالي 126 قتيلاً فقط. 
ألهم الهجوم لوحة بابلو بيكاسو "غرنيكا"، التي تصور غضبه من الهجوم.

## الموقع
تقع القرية في منطقة بوستوريالديا في وادي نهر أوكا. وينتهي النهر عند مصب أعطى اسمه لقرية غيرنيكا. يُعرف فمه بقلب مصب نهر أوردايباي. حدود جيرنيكا على البلدات التالية:

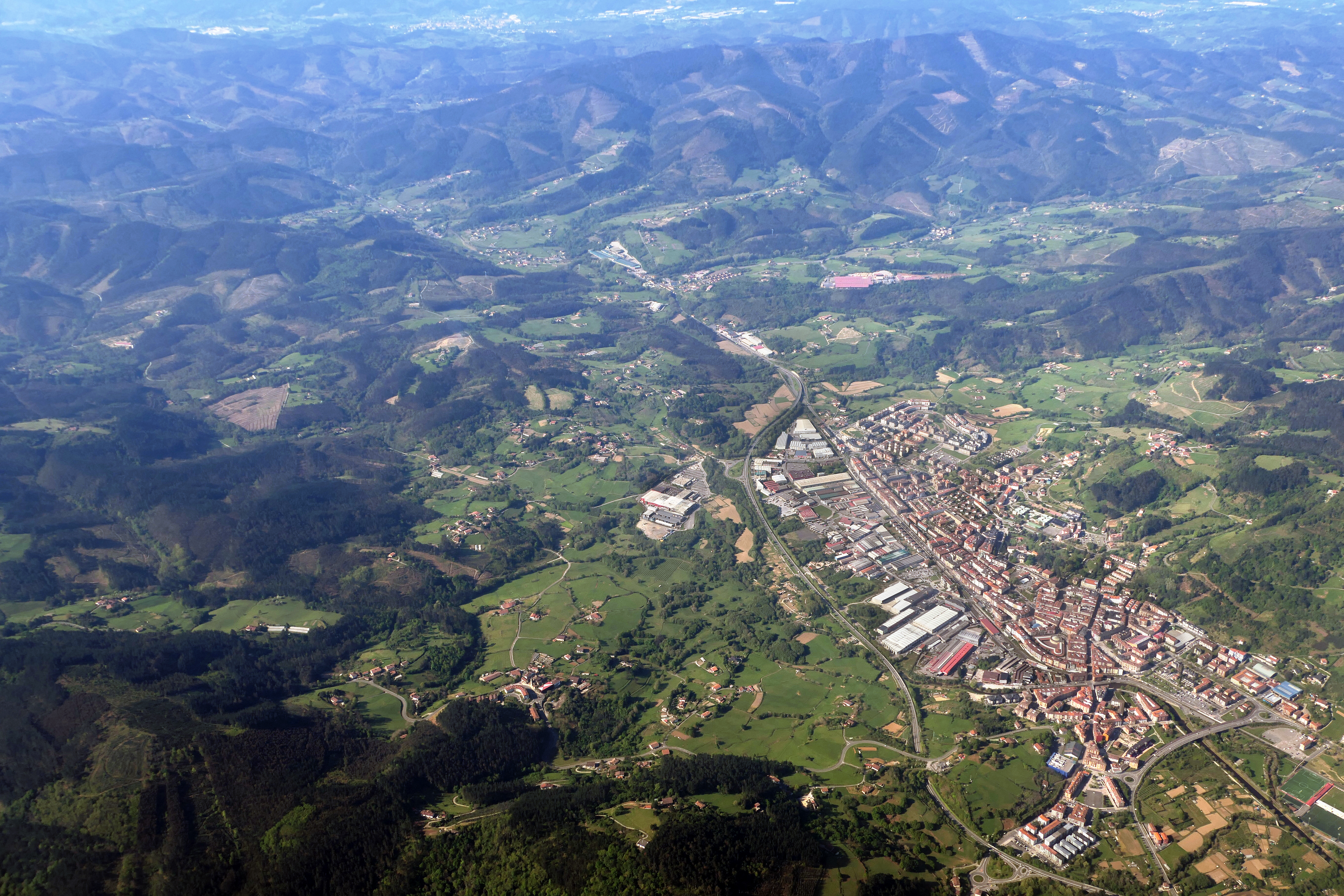
An aerial view looking south.

- الشمال: فوروا، كورتيزوباي وأراتزو.
- الشرق: أجانغيز
- الجنوب: موكسايكا
- الغرب: إيرايغوايتاي

## الأهمية الثقافية
غرنيكا هي تاريخياً مقر برلمان مقاطعة بسكاي، التي يقع فرعها التنفيذي في بلباو القريبة. في القرون السابقة، كانت لومو مكان اجتماع جمعية بيسكايا التقليدية، وكانت أوردونيا والمدن المستأجرة مثل غيرنيكا تحت السلطة المباشرة لقائد بسكاي، وكان لدى إنكارتيري ومنطقة دورانجو مجالس منفصلة. سيعقد الجميع اجتماعات تحت الأشجار الكبيرة المحلية. ومع مرور الوقت، حل دور التجمعات المنفصلة محل التجمع الواحد في غيرنيكا، وبحلول عام 1512، أصبحت أشجار البلوط، المعروفة باسم جيرنيكاكو أربولا، رمزًا للحقوق التقليدية لشعب الباسك ككل.
تتجدد الأشجار دائمًا من جوزها. إحدى هذه الأشجار ("الشجرة القديمة") عاشت حتى القرن التاسع عشر، ويمكن رؤيتها كجذع جاف بالقرب من بيت التجمع. شجرة زرعت عام 1860 لتحل محلها ماتت عام 2004 وتم استبدالها بدورها؛ الشتلة التي تم اختيارها لتصبح بلوط غيرنيكا الرسمي مريضة أيضًا، لذا لن يتم استبدال الشجرة حتى تتم استعادة صحة الأرض المحيطة بالموقع.
تم بناء منسك بجانب جيرنيكاكو أربولا ليكون بمثابة مكان للتجمع، يليه بيت التجمع الحالي (بيلتزار جوريجيا في لغة الباسك)، الذي تم بناؤه عام 1826.

## رمز السلام
في 26 أبريل 1937، خلال الحرب الأهلية الإسبانية، دمرت المدينة بالأرض بواسطة طائرات ألمانية تابعة لفيلق الكوندور، الذي أرسله هتلر لدعم قوات فرانكو. لمدة أربع ساعات تقريبًا، انهمرت القنابل على غرنيكا في تجربة لتكتيكات الحرب الخاطفة وقصف المدنيين التي شوهدت في الحروب اللاحقة.
عام 1987 تم الاحتفال بالذكرى الخمسين للتفجير حيث استضافت المدينة المؤتمر التمهيدي للرابطة العالمية للمدن الشهيدة. World Association of Martyr Cities وعُقد المؤتمر كاملاً بعد ذلك في مدريد، وضم ممثلين عن مدن من جميع أنحاء العالم. منذ ذلك الحين، أصبحت جيرنيكا لومو عضوًا في هذه الجمعية. شهد عام 1988 إنشاء النصب التذكاري جور أيتارين إتكسيا، من قبل النحات الباسكي إدواردو كيليدا، وفي عام 1990، تم تشييد تمثال كبير في مأوى، من قبل النحات البريطاني هنري مور، بجانبه. هذه الآثار ترمز إلى غرنيكا لومو كمدينة السلام.
كجزء من حركة "رمز السلام"، عقدت جيرنيكا توأمة مع عدة مدن، بما في ذلك بيرجا (كاتالونيا - 1986)، بفورتسهايم (ألمانيا - 1988) وبويز، أيداهو (الولايات المتحدة - 1993). وتشمل اتفاقيات التوأمة التعاون في مجالات الثقافة والتعليم والصناعة.

## يوم التسوق

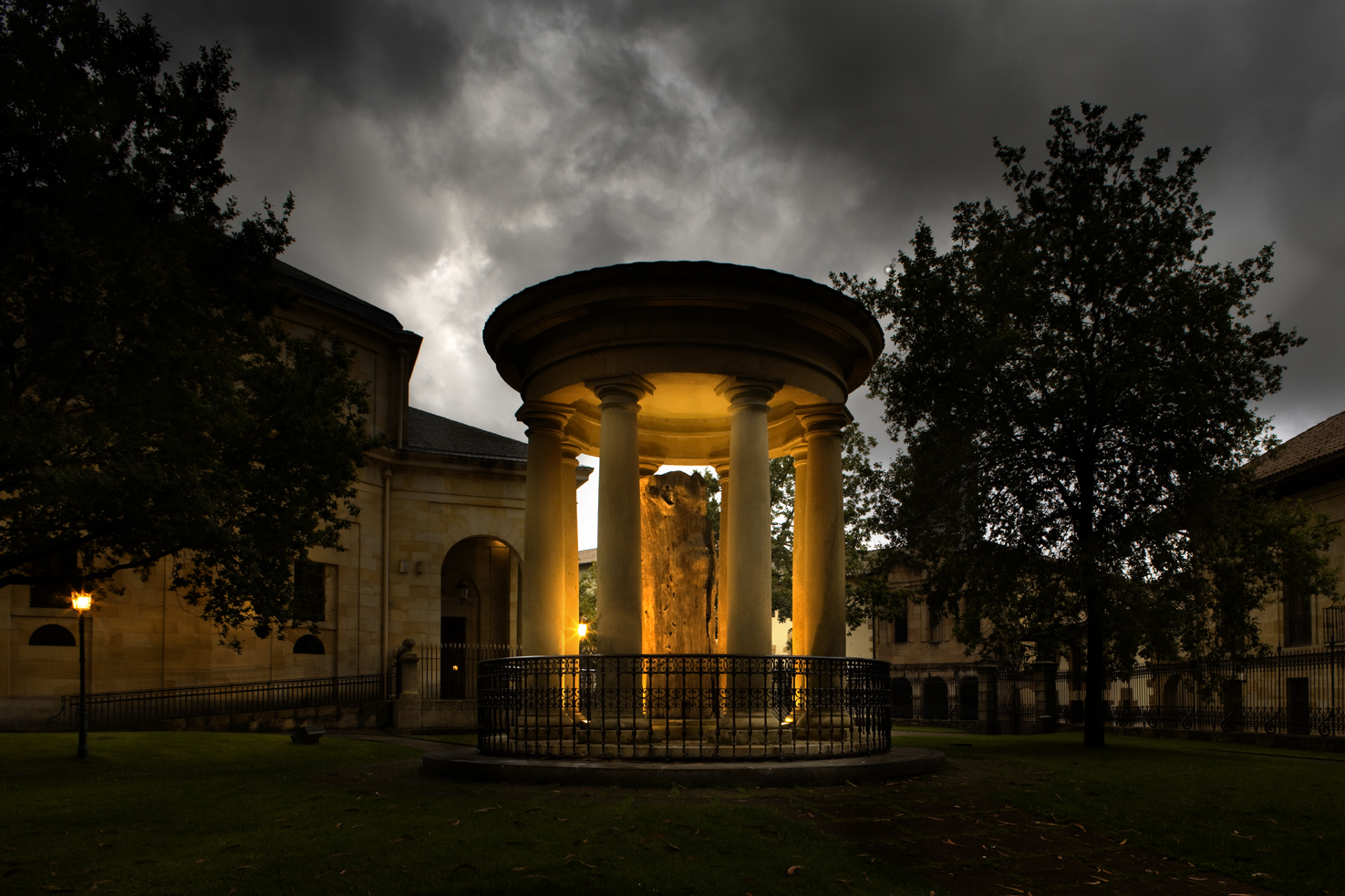
The tree of Guernica

هناك مقولة شائعة في غرنيكا تقول: "lunes gerniqués, golperik ez". مزيج من اللغتين المحليتين (Castillian والبشكنشية ) في جملة واحدة، يُترجم هذا تقريبًا على أنه "لا يتم إنجاز أي عمل في أيام الاثنين". يعتبر يوم سوق الاثنين لعقود من الزمن بمثابة عطلة في المدينة.

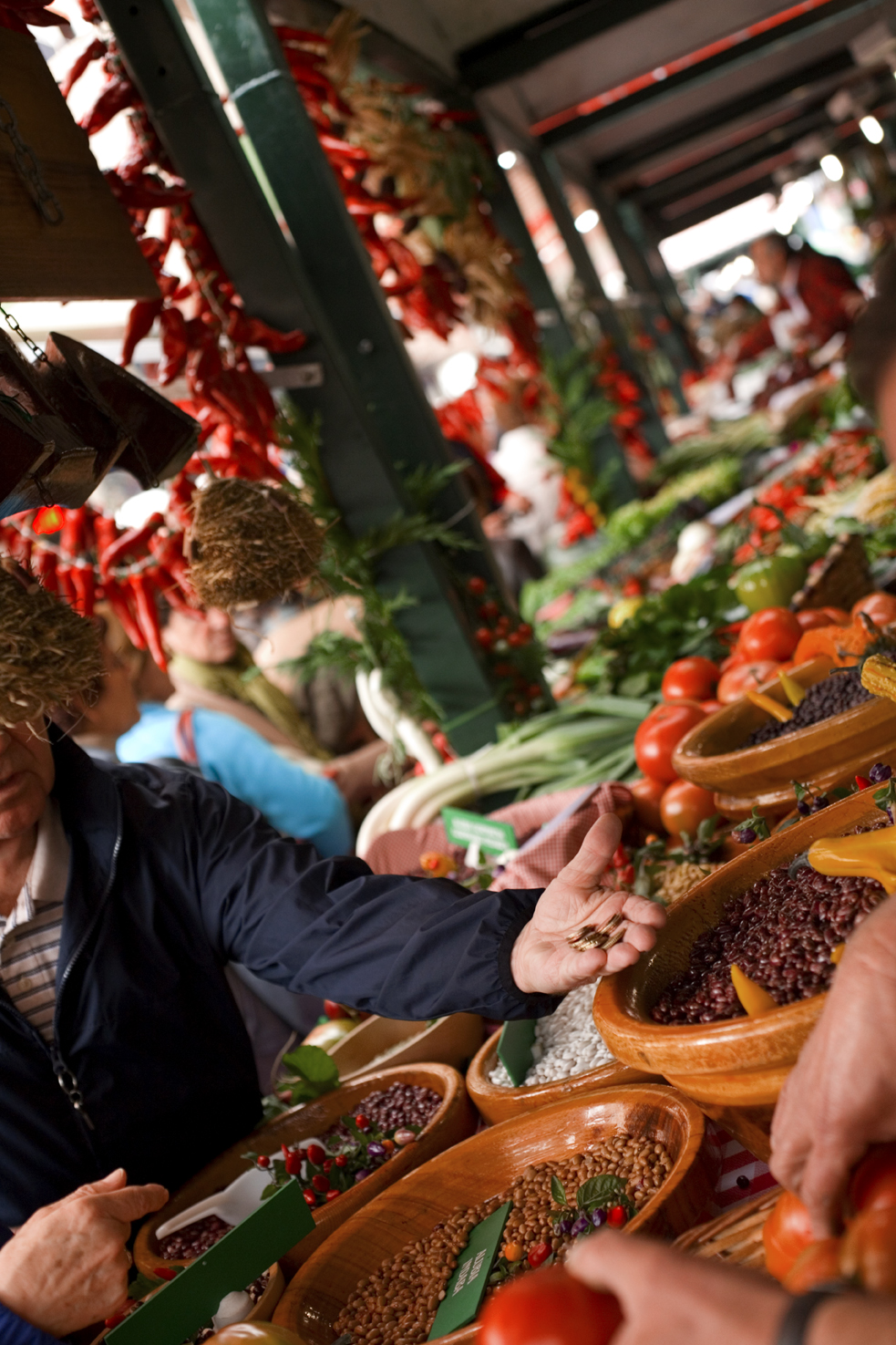
Guernica marketplace

كان الناس يتدفقون على غرنيكا ليس فقط من المنطقة المجاورة مباشرة، ولكن من جميع أنحاء المقاطعة، بحيث كانت المدينة مكتظة. لم يأتوا فقط للشراء أو البيع في سوق المنتجات، ولكن أيضًا لتناول الطعام في مطاعم المدينة الشهيرة وبعد ذلك ربما لمشاهدة مباراة بيلوتا في الملعب المحلي. لقد كان سوق الاثنين يؤدي وظيفته القديمة المتمثلة في جمع الناس معًا منذ الأوقات التي لم يكن الناس قادرين فيها على السفر بعيدًا ووفر لهم فرصة للتواصل الاجتماعي. تم اختيار قصف غرنيكا من قبل القوات الجوية الألمانية النازية والقوات الجوية الإيطالية عمدًا ليتم تنفيذه في يوم الاثنين (26 أبريل 1937)، لأنه كان من المعروف أن شعب الباسك الذين عاشوا خارج غرنيكا سيسافرون إلى المدينة في يوم السوق. مما أتاح لطياري الطائرات الألمانية والإيطالية فرصة قتل أكبر عدد ممكن من الأبرياء.[بحاجة لمصدر]

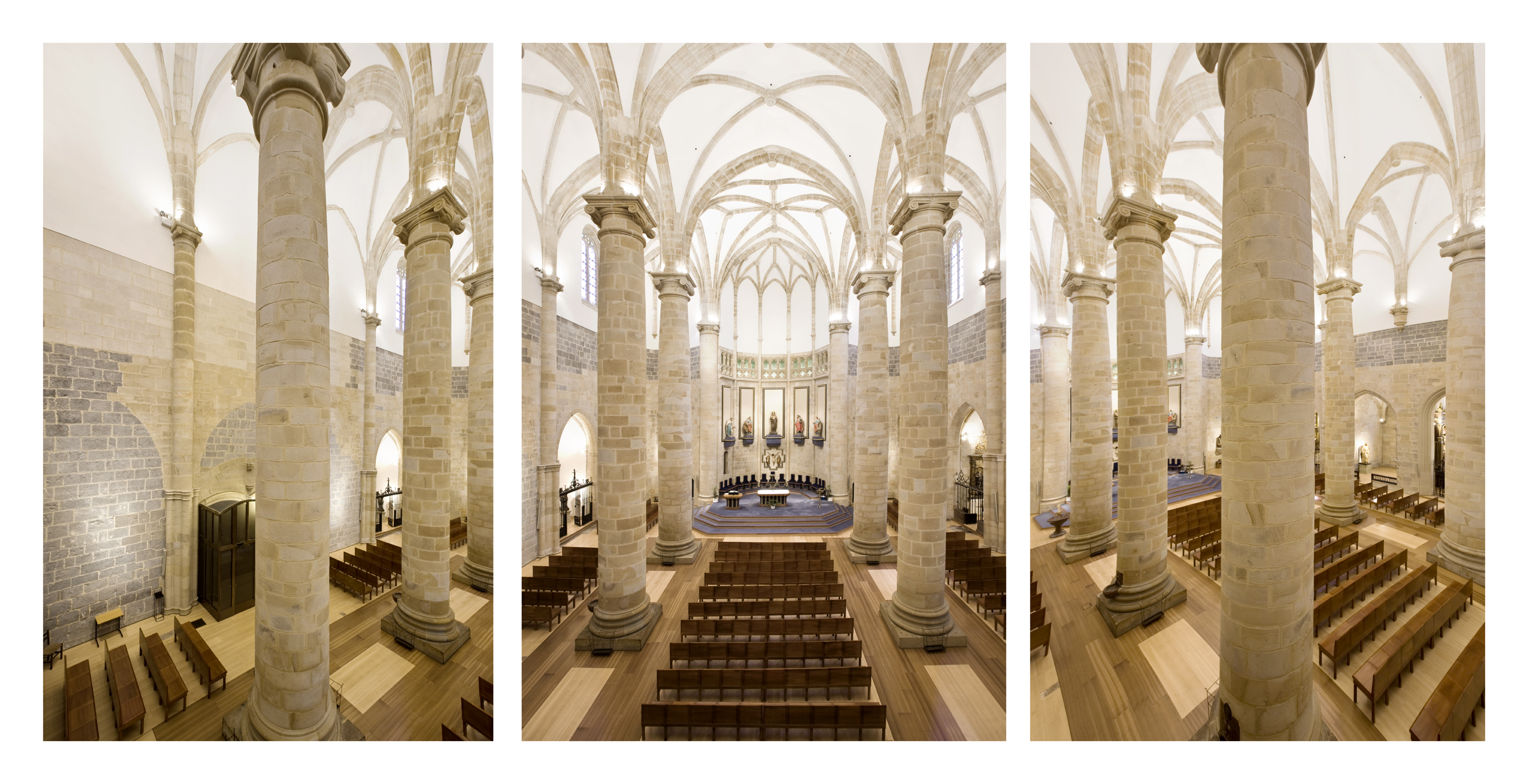
Santa María Church

## الرياضة

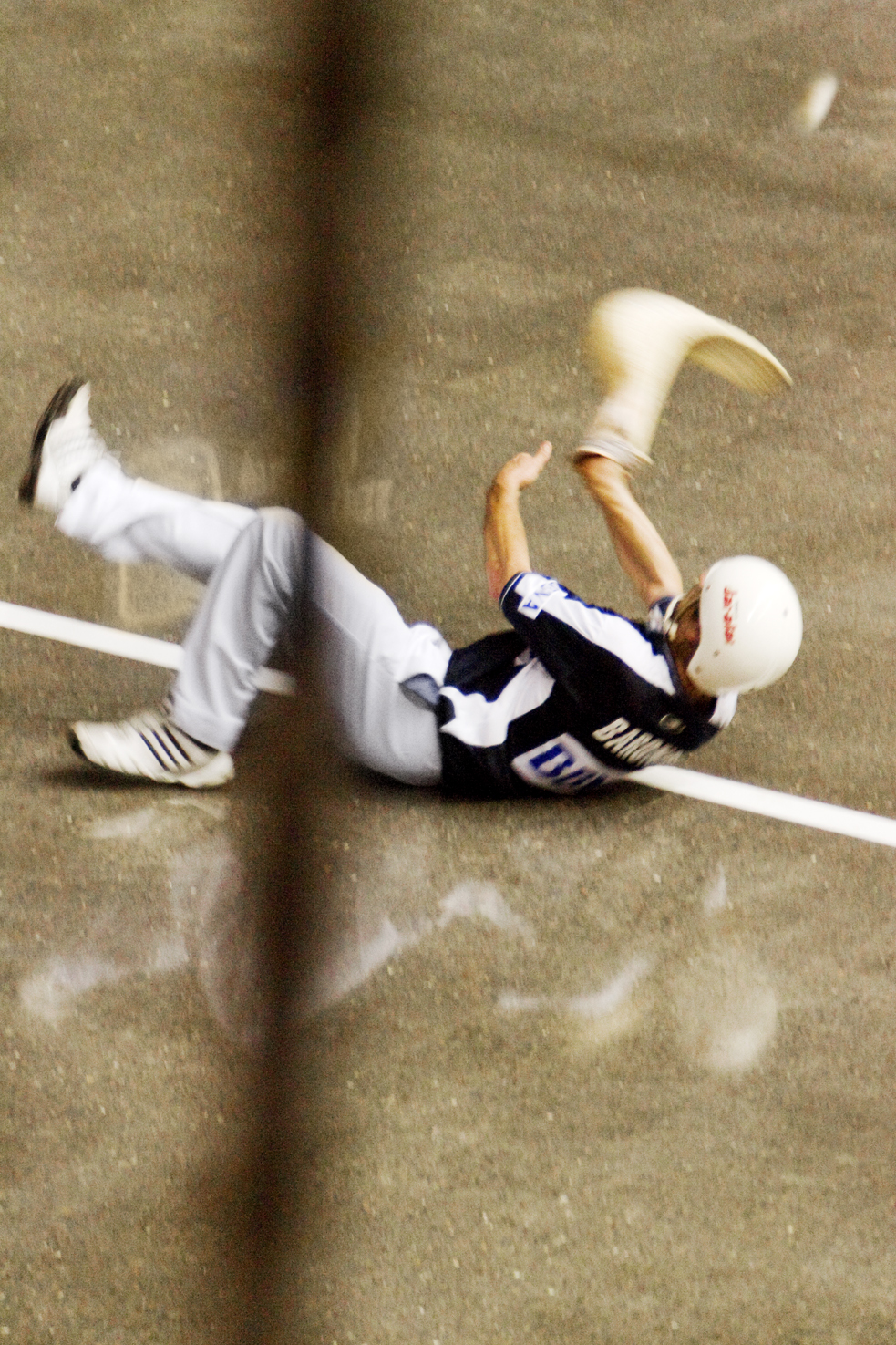
A cesta-punta player

جاي ألاي (سيستا بونتا) هو شكل من أشكال كرة الباسك. تعتبر ملعب صالة غيرنيكا جاي ألاي أكبر صالة  للالعاب  من نوعها في العالم. تم تصميم الملعب من قبل سيكوندينو زوانو، أحد المهندسين المعماريين الرائدين في إسبانيا في القرن العشرين، وتم افتتاحه لأول مرة في عام 1963. وقد اعترف لاعبو اللعبة بأنه أفضل ملعب في العالم. تقام ألعاب بيلوتا العارية في ملعب سانتانابي. هذا هو الشكل الأكثر شعبية لهذه الرياضة.

## التوأمة
لغرنيكا اتفاقيات توأمة مع كل من:
- بيرغا، كتالونيا، إسبانيا
- بفورتسهايم، ألمانيا
- هيروشيما، اليابان
- بويسي، الولايات المتحدة
- إربين، أوكرانيا (2022)

## أعلام
- بيلو بلباو
- أسيير فيلاليبري
- يوانيه سوماريبا

## انظر ايضا
- Municipal elections in Gernika-Lumo
- قصف غرنيكا

## وصلات خارجية
- (بالإسبانية)